# Liste der Kulturdenkmäler in Dudenhofen
In der Liste der Kulturdenkmäler in Dudenhofen sind alle Kulturdenkmäler der rheinland-pfälzischen Ortsgemeinde Dudenhofen aufgeführt. Grundlage ist die Denkmalliste des Landes Rheinland-Pfalz (Stand: 18. Juli 2022).

## Einzeldenkmäler
| Bezeichnung                         | Lage                                                             | Baujahr                          | Beschreibung | Bild                           |
| ----------------------------------- | ---------------------------------------------------------------- | -------------------------------- | --- | ------------------------------ |
| Flurkapelle                         | Berghauser Straße/Landauer Straße Lage                           | 1854/55                          | Flurkapelle; gotisierender Satteldachbau, Glockengiebel, 1854/55; Stuckrelief, bezeichnet 1855 | Fotos hochladen                |
| Kreuzigungsgruppe                   | Berghauser Straße/Landauer Straße, nördlich der Flurkapelle Lage | 1818                             | dreiteilige Kreuzigungsgruppe, 1818 | Fotos hochladen                |
| Villa                               | Johann-Walter-Straße 2 Lage                                      | 1920                             | repräsentative Walmdachvilla, 1920, Gartenpavillon mit Ringpultdach; straßenbildprägend | Fotos hochladen                |
| Gasthaus „Zum Goldenen Lamm“        | Landauer Straße 2 Lage                                           | um 1905                          | massiver Eckbau, teilweise Pseudofachwerk, um 1905; barocker Gewölbekeller | weitere Bilder Fotos hochladen |
| Friedhofskapelle und Grabmäler      | Neustadter Straße, auf dem Friedhof Lage                         | ab dem Ende des 19. Jahrhunderts | Friedhof wohl kurz vor 1820 angelegt, 1850, 1870, 1913 und 1965 erweitert; - historisierende Friedhofskapelle mit Leichenhalle: Krüppelwalmdachbau, bezeichnet 1913; - Kriegerdenkmal 1914/18, 1923 von Oskar Bauer; - Friedhofskreuz: Sockel bezeichnet 1742, Wiederkreuz wohl vom Ende des 19. Jahrhunderts; - Grabmäler: J. Becker († 1888), neugotisch; Familie J. Walter († 1948), Galvanorelief, um 1915; J. Juncker († 1919), von Peter Demmerle, Speyer; H. Ofer († 1927), Galvanorelief; J. Steiger († 1967), wiederverwendete Galvanoplastik, Ende des 19. Jahrhunderts | Fotos hochladen                |
| Katholische Pfarrkirche St. Gangolf | Neustadter Straße 10 Lage                                        | 1867/77                          | Turm des Vorgängerbaus, 1769/70, Architekt Johann Georg Hotter, Speyer; Rotsandsteinquaderbau, 1867/77, Architekt Franz Schöberl, Speyer; mit Ausstattung | weitere Bilder Fotos hochladen |
| Katholischer Pfarrhof               | Raiffeisenstraße 12 Lage                                         | 1754/55                          | Krüppelwalmdachbau, 1754/55; Scheune mit Krüppelwalmdach und Schuppen bauzeitlich; Hofmauer, 1902, mit Pfeilern des Hoftors von 1755; im Hof Taufbecken aus der katholischen Kirche, 1887, von Lorenz Vonderschmitt | Fotos hochladen                |
| Gaststätte „Zum Adler“              | Speyerer Straße 3 Lage                                           |                                  | Wirts- und Wohnhaus; barocker Mansardwalmdachbau, teilweise Fachwerk, mit schmiedeeisernem Wirtshausschild, um 1750 | Fotos hochladen                |
| Wegekreuz                           | Speyerer Straße, Ecke Boligweg Lage                              | 1816                             | Wegekreuz, nachbarock, bezeichnet 1816 | Fotos hochladen                |
| Bannmühle                           | St.-Klara-Straße 14 Lage                                         | 1902                             | auch Morschmühle, heute „Künstlerhaus Dudenhofen“; ehemalige Mühle, viergeschossiger Ziegelbau, zinnenartiger Wandabschluss, Flachdach; Wohnhaus in großem Garten, repräsentative Villa auf unregelmäßigem Grundriss, Jugendstilmotive, 1902 | weitere Bilder Fotos hochladen |
| Spolie                              | St.-Klara-Straße, an Nr. 27 Lage                                 | 1684                             | Spolie vom ehemaligen St.-Klara-Kloster in Speyer, Sandsteinrelief, bezeichnet 1684 | Fotos hochladen                |